# Hemeroblemma
Hemeroblemma  es un género de lepidópteros de la familia Erebidae. Su especie tipo, Hemeroblemma opigena Drury, 1773, es originaria de América. Se encuentra desde Florida hasta Brasil.
La envergadura es de unos 80 mm para las hembras. En Florida, los adultos están en vuelo en marzo.

## Sinonimia
- Hemeroblemma pandrosa
- Hemeroblemma repellens
- Hemeroblemma respiciens